# أركوازي
أركوازي إحدى العشائر الكردية الشيعية العريقة المتمركزة في المناطق الحدودية المجاورة ما بين العراق وإيران، وتنتشر قرى هذه العشيرة في ضواحي خانقين وخاصة على ضفاف نهر الوند إلى الشرق من المدينة وشيخ عشيرتهم هو الشيخ فاروق علي بيك عيسى الأركوازي.

## تسمية العشيرة
في السابق كانت القلاع تسكن كمدن وكانت تحيط بها سور ولها مدخل ومخرج واحد. ويُقرأ في كتب التاريخ أن مدينة (أُروك- أَرك) بنى (جلجامش) حولها سور بطول عشرة كيلومترات، هذا يدل على أن المدن كانت تبنى داخل القلاع خوفاً من هجمات الأعداء والحيوانات المفترسة وثورات الطبيعة.
وفي هذا السياق يُرى أن كلمة (أركيولوجي- Arkeoloji) التي تعني علم ودراسة الآثار هي متكونة من كلمتين يونانيتين (أركيو) وتعني (القديم) و(لوجي) تعني (العلم)، (المعرفة)، من المرجح أنها سميت بهذه التسمية لأنها تهتم بدراسة القلاع والبنايات و كل شيء قديم. ففي السويد يسمى المهندس (Arkitek، نقحرة: أرشيتك)، من المعروف أن المهندس في العصور القديمة كان يبني القلاع والمواقع المستحكمة لذا أُطلق عليه هذه التسمية من واقع عمله، وأيضاً (السفينة) تسمى في اللغة السويدية أرك (Ark) لأنها تشبه في هيئتها القلعة، وسفينة النبي نوح تسمى في السويدية (Noaks Ark). من المعروف لدى المتتبع أن اللغات الآرية التي تتكلم بها شعوب عديدة في أوروبا وآسيا هي ذات جذر واحد لذا يرى أن الكثير من الكلمات في هذه اللغات تعطي المعاني ذاتها على سبيل المثال: اللغة السويدية التي تنتمي إلى لغات الهندوأوربية حيث تتطابق أعداد هائلة من كلماتها مع الكلمات الكردية بالإضافة إلى اللغات الأوروبية الأخرى التي أوجه التطابق بين كلماتها و الكلمات الكردية كتلك التي بين الكردية و السويدية، (المعنى اللغوي (الأرك) في اللغة الكردية تعني (القلعة) وأيضاً باللغة الفارسية تعطي نفس المعنى وتأتي أيضاً بمعنى البلاط الملكي وتسمى بـ(أرك شاهنشاهي)، وقد شوهد في بداية الستينات من القرن الماضي قرية عشيرة (تشَرمَوندي، بالكردية: Çermewendî) على سفح (جبل حمرين) في مندلي وبهذا فأن تسمية (أركوازي) هي تسمية جغرافية تتكون من (أراك) أي القلعة (واز) أي المفتوحة وبذلك يكون المعنى (القلعة المفتوحة).
وتتواجد عشيرة الأركوازي حول محيط مدينة أنقرة في الأناضول، وهم من الكرد الشيعة، وفي سنة 1600 ميلادي أمر السلطان حميد عثماني بقتلهم وطردهم، وقتل منهم أكثر من 80,000 ألف نسمة وسرقهم وهربوا إلى القوقاز وبلغاريا ورومانيا واليونان.[بحاجة لمصدر]

## تاريخ العشيرة
يرى المؤرخون أن الشعوب الآرية في عصور قديمة والتي تقدر بـ4000 سنة ق.م كانت تقيم في منطقة واحدة وهي منطقة تشمل حوالي نصف إيران ونصف العراق اليوم وكانوا يتكلمون لغة واحدة ونتيجة توسعها انتشروا في أصقاع العالم منهم من توجه صوب الهند والبعض الآخر توجه نحو القطب الشمالي والآخرون الذين بقوا في أماكنهم ولم يتزحزحوا منها. ويذكر الكاتب (حسن بيرنيا) في كتابه (تاريخ إيران) الذي قسم خرائب مدينة شوش القديمة (سوس) التي كانت حضارة عيلام قبل التاريخ، إلى أربع أقسام وكانت إحداها وهي قلعة أرك ويقول دمرگان: (أرك) هي قلعة قديمة في شوش سكنها الإنسان منذ عصور قديمة حتى تم احتلالها من قبل الإسكندر.
ويجب التفريق بين عشيرة (أركوازي) ومنطقة (أركواز) لأن عشيرة الأركوازي تقع أراضيها شرق إيلام وهي من العشائر القديمة، أما منطقة (أركواز) فأراضيها تقع غرب إيلام وهي تبعد عن أراضي عشيرة الأركوازي. وهي بمثابة مركز لعشيرة الملكشاهية، فضلاً عن ذلك توجد محافظة صناعية كبيرة في وسط إيران تسمى (أَراك)، وقد بقيت هذه العشيرة تسكن هذه المنطقة إلى أن انقسمت إلى شطرين بين (العراق) و(إيران) ففي العراق يتمركزون في خانقين ومندلي والسعدية وجلولاء وفي (إيران) يتمركزون في محافظة إيلام وكرمانشاه، ونتيجة لتطبيع الحدود بين الدولة العثمانية التي كانت تحكم ولاية بغداد والبصرة والموصل وأُدمجت للدولة العراقية بناءً على مؤتمر القاهرة (1920) عقب هزيمة الدولة العثمانية في الحرب العالمية الأولى.
وترأس العشيرة الشيخ (علي بك عيسى بك أحمد) وخلفهُ نجلهُ الشيخ فاروق علي بك عيسى بك

## موطن العشيرة
يقطن أفراد عشيرة الأركوازي في العراق في مركز قضاء خانقين والقرى المحيطة بها وعلى ضفتي نهر الوند الذي يتوسط مدينة خانقين وهم يشكلون 16– 20% من نفوس خانقين وهم من مؤسسي مدينة خانقين والدليل على ذلك أن قراهم تحيط بمدينة خانقين من جميع الجهات وعلى ضفاف نهر (الوند). ومنها:
أ- قريتين باسم أركوازي.
ب- ثلاث قرى باسم بانميل (بانميل/1، بانميل/2، بانميل/3).
ت- قرية ملا عزيز.
ث- قرية كاريز خوار.
ج- قرية يوسف بك.
ح- قرية حاج علي مراد.
خ- قرية محمد شير بك
د– قرية علي خان.
ذ- قرية كلاي ميره.
ر- قرية علي مير (قرية غفورة سابقاً).
ز– قرية كاريز بان.
إلى جانب ذلك فهم يتوزعون في العاصمة بغداد وخصوصاً في مناطق الرصافة وكذلك في محافظات إقليم كردستان.
أماموطن عشيرة الأركوازي في إيران: فتقطن أبناء العشيرة في إيران في محافظتي كرمنشاه وإيلام وفي قضاء قصر شيرين وخرم أباد وفي قضاء أركواز ومناطق أخرى من إيران.

## الحالة الاجتماعية والاقتصادية
بالرغم من الاضطهاد والظلم والتعريب والترحيل والتهجير التي واجهت أبناء عشيرة الاركوازي من الأنظمة الدكتاتورية منذ تأسيس الدولة العراقية، وذلك بسبب اعتبارات قومية على اعتبارهم كرد ومن المذهب الشيعي الذي طالما كانوا يتهمونهم بالولاء لإيران إلا أن بالرغم من ذلك استطاع أبناء هذه العشيرة من مواكبة العصر رغم المعاناة والمآساة فكان لهم الدور الكبير في شتى الميادين العلم والمعرفة باختصاصات متعددة في كلا العلوم الطبيعية والإنسانية، وسياسياً من حيث التمثيل السياسي النيابي في مجلس النواب العراقي عبر النائبة (ميديا جمال) إلى جانب ذلك يمارسون اختصاصات عديدة سواء كانت إدارية أو فنية في الدولة، والزراعة والصناعة ويمارسون المهن الحرة ويشاركون في كافة الفعاليات الاجتماعية والدينية والثقافية ونسبة الامية بين أبناء العشيرة ضئيلة.[بحاجة لمصدر]
ومما تجدر إليه الإشارة أن عشيرة الاركوازي من العشائر التي لم تُمنح لأبنائها شهادة الجنسية العراقية بسبب انتمائاتهم القومية والمذهبية إبان حكم حزب البعث وكانت ضمن قائمة العشائر السبعة المحرمون من نيل وثيقة الجنسية أو (الشهادة الجنسية)، وكانوا يُحارَبون بهذه الطريقة من قبل الأنظمة الدكتاتورية منذ تأسيس الدولة العراقية وازداد معاناة العشيرة منذ بداية ستينات القرن العشرين وتعرضوا لكافة أنواع الظلم والاضطهاد. ففي مارس عام 1970 هُدمت قرية ملا عزيز وثلاث قرى بانميل وهي من قرى عشيرة الأركوازي وبعد مارس عام 1975 قام النظام البعثي بحملة واسعة لترحيل وتهجير وتعريب القرى التالية من قرى التابعة للعشيرة ومنها.
1. قريتين أركوازي/تعريب وترحيل إلى جنوب العراق.
2. قرية باسم ملا عزيز/هُدمن للمرة الثانية ورُحل سكانها إلى سامراء
3. قرية يوسف بك/تعريب وترحيل.
4. قرية كلاي ميره/هدم وترحيل ولم يعودوا إلى قريتهم لحد الآن.
5. قرية علي خان/تعريب وترحيل.
6. قرية علي مير (قرية غفورة سابقاً)/هدم وترحيل ولم يعودوا لحد اليوم إلى قريتهم بسبب الألغام المزروعة في قريتهم وأراضيهم الزراعية.
7. قرية باسم حجاج علي مراد/تعريب وترحيل.

وكذلك بعد مارس 1975 تعرض أبناء عشيرة الأركوازي في خانقين إلى الاضطهاد والظلم والمحاربة من كافة النواحي وحتى مُنع أبناء عشيرة الاركوازي من تسمية أبنائهم وبناتهم بأسماء كردية واستمر الحال إلى أن سقط النظام البعثي في العراق في 9 أبريل سنة 2003 من قبل قوات التحالف. وبعدها عاد أغلب أبناء العشيرة من المرحلين والمهجرين إلى أماكنهم وقراهم الاصلية عدا ما ذُكر في فقرتي (4 و6) أعلاه.